# Neue Synagoge (Kėdainiai)

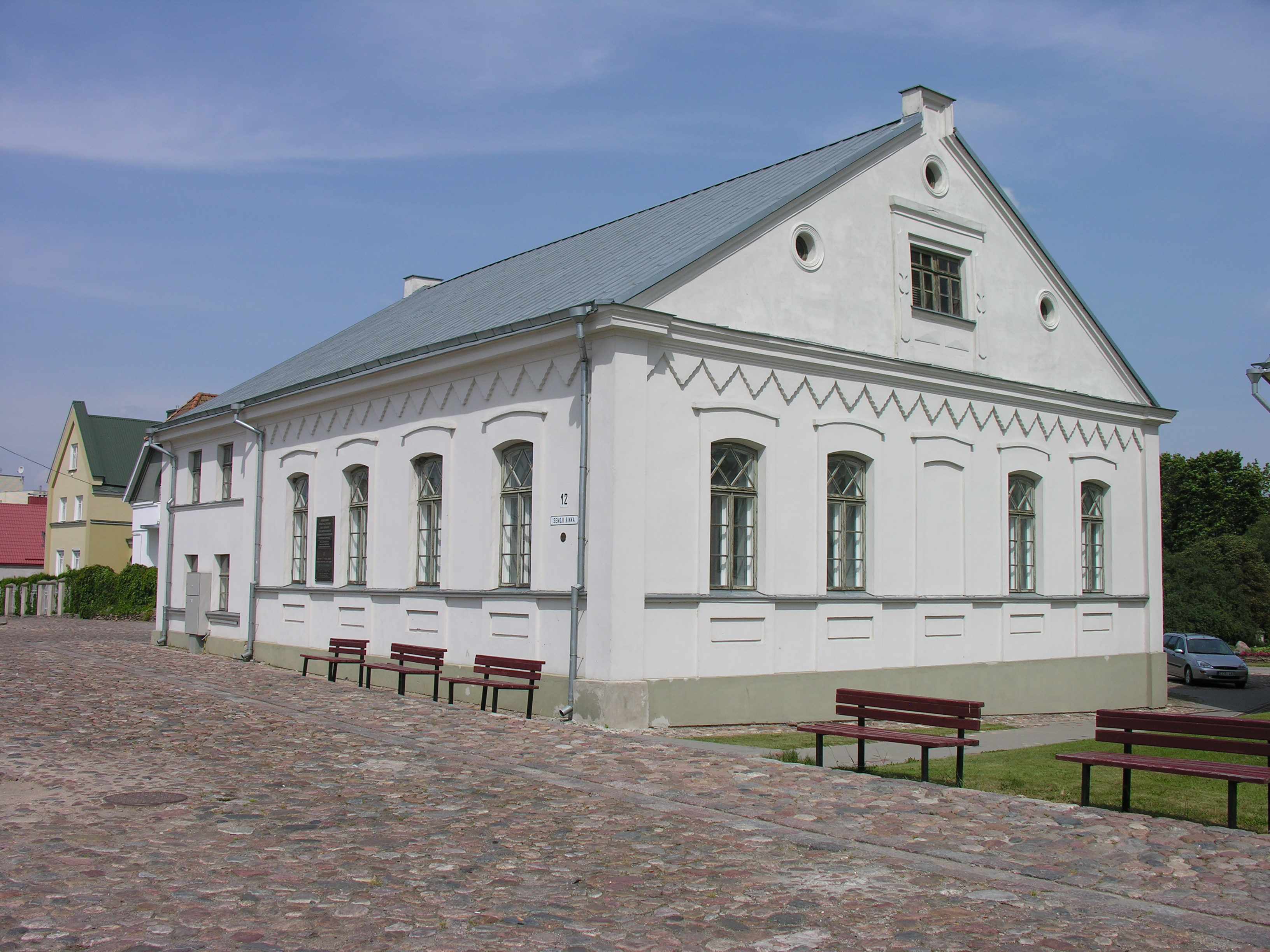
Neue Synagoge in Kėdainiai

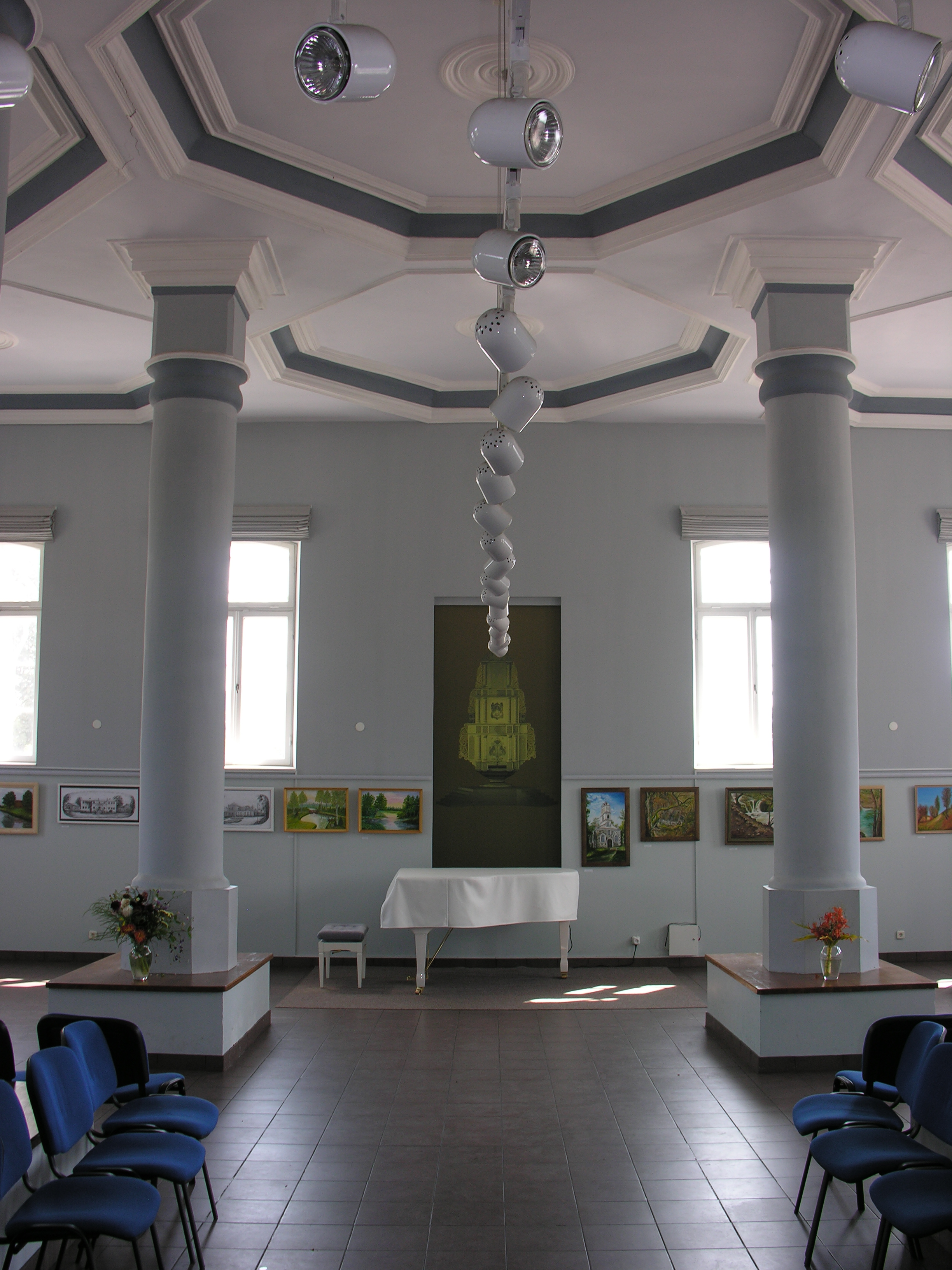
Innenansicht

Die Neue Synagoge in Kėdainiai, einer Stadt in Litauen, wurde Mitte des 19. Jahrhunderts errichtet. Sie steht direkt neben der Alten Synagoge.
Die profanierte Synagoge wird nach der umfassenden Renovierung seit 2002 als Kulturhaus genutzt.
Eine Ausstellung beschreibt die Geschichte der jüdischen Gemeinde in Kėdainiai.